# Guillaume Van den Calstre
Guillaume Van den Calstre fut, dans l'histoire de l'abbaye de Parc, son 15e abbé, à partir du 9 juillet 1314. Il restera en fonction jusqu'à sa mort, le 7 juillet 1316, enlevé par la peste qui sévissait dans cette contrée du duché de Brabant.
L'abbaye de Parc est un monastère de l'ordre des Prémontrés fondé en 1129 et toujours en activité en 2021 près de Louvain, en Belgique.

## Chronologie
Guillaume Van den Calstre est né à Louvain d'une famille noble. Il devient pitancier de l'abbaye en 1298, prévôt au prieuré de Gempe en 1312, puis est élu abbé de l'abbaye de Parc le 9 juillet 1314. Il meurt atteint de la peste le 7 juillet 1316 et est inhumé dans l'abbatiale à la droite d'un de ses prédécesseurs, le 13e abbé de Parc Guillaume Bodenvlas de Lubbeek,.

## Abbatiat
L'abbé Guillaume Van den Calstre est péniblement éprouvé par une pluie dévastatrice qui s'abat durant six mois sur le pays. Les champs sont ravagés, le froment et la nourriture pour les hommes et les animaux manquent, ce qui entraîne une famine, bientôt suivie de la peste, à laquelle l'abbé lui-même succombe.

## Postérité

### Indication posthume
Dans son ouvrage cité plus bas, J.E. Jansen accompagne la chronologie de l'abbé Guillaume Van den Calstre d'une indication en latin le concernant et qu'un outil informatique traduit par « Splendeur de sa naissance et de sa qualité de vie, mais au destin d'une vie plus longue envié. ».

### Inscription sur monument mortuaire
Au chœur de l'abbatiale est érigé un monument mortuaire pour les deux abbés Guillaume de Lubbeeck et Guillaume de Herent avec une inscription en latin assez longue et qui reste incompréhensible après le passage d'un traducteur automatique,.

### Armes de l'abbé

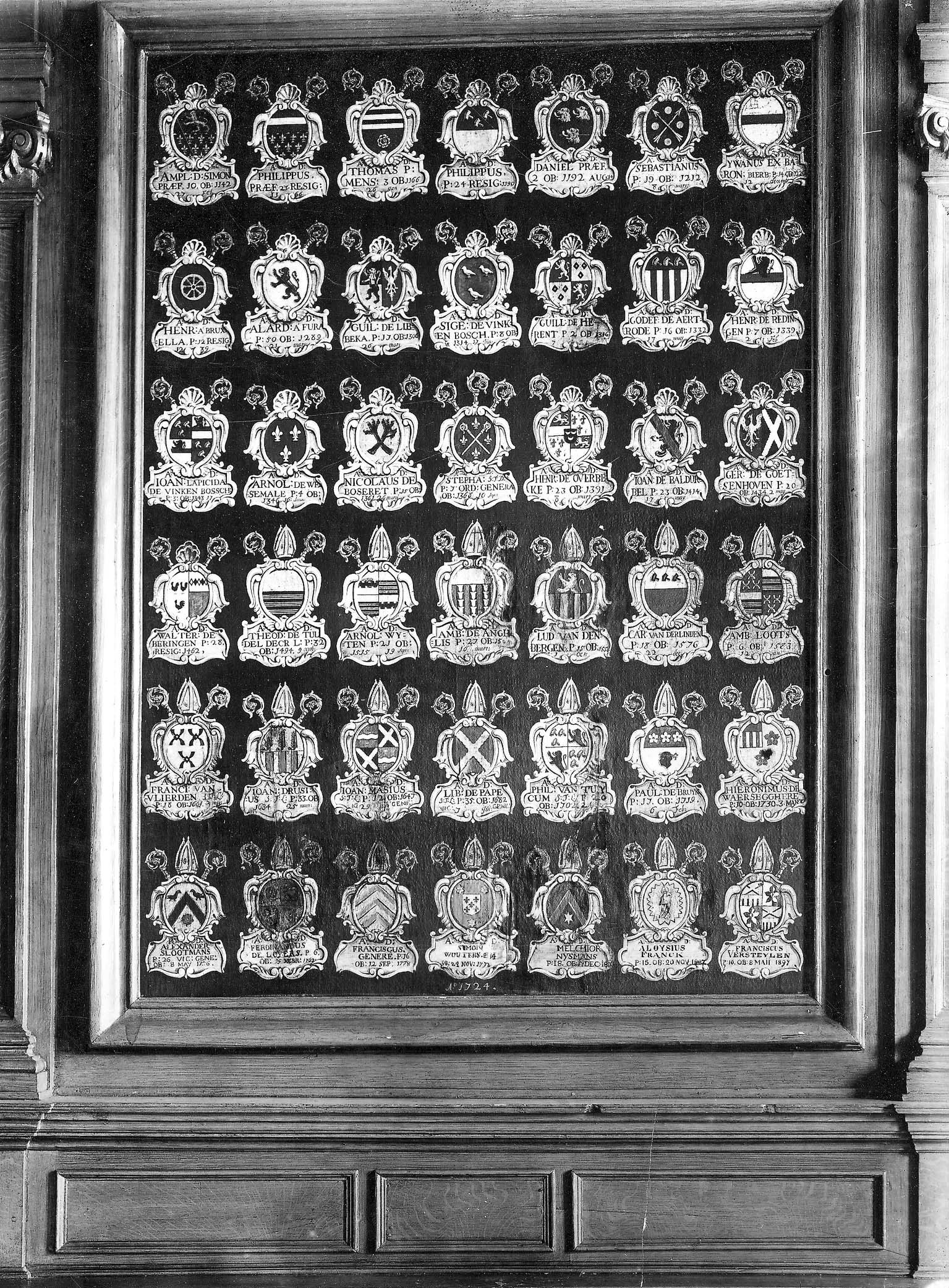
Armes des abbés de Parc (1724).

Le blasonnement des armes de l'abbé Guillaume Van den Calstre que l'on peut retenir est : « écartelé de gueules au lion d'argent et d'or à trois macles de sable », car il corrobore le tableau des armes des abbés qui figure dans l'abbaye de Parc.
Ce blason apparaît aussi dans l'armorial des abbés de Parc.